# Шмони
Шмо́ни (рос. Шмоны) — присілок у складі Шабалінського району Кіровської області, Росія. Входить до складу Ленінського міського поселення.
Населення становить 8 осіб (2010, 7 у 2002).
Національний склад станом на 2002 рік — росіяни 100 %.